# Agadir Challenger 1994
L'Agadir Challenger 1994 è stato un torneo di tennis facente parte della categoria ATP Challenger Series nell'ambito dell'ATP Challenger Series 1994. Il torneo si è giocato a Agadir in Marocco dal 21 al 27 marzo 1994 su campi in terra rossa.

## Vincitori

### Singolare
Younes El Aynaoui ha battuto in finale  Franco Davín con il punteggio di 6–3, 1–6, 6–3

### Doppio
Sláva Doseděl /  Mark Koevermans hanno battuto in finale  Bernd Karbacher /  Tomas Nydahl con il punteggio di 6–7, 6–3, 7–6